# Neoclytus purus
Neoclytus purus es una especie de escarabajo longicornio del género Neoclytus, tribu Clytini, subfamilia Cerambycinae. Fue descrita científicamente por Bates en 1885.

## Descripción
Mide 8,5-12,75 milímetros de longitud.

## Distribución
Se distribuye por Guatemala y México.